# 基查 (食物)
基查（羅馬化：kitta）是一种较薄的无酵面包，是埃塞俄比亚和厄立特里亚的常見食物。通常由小麦粉、水和盐制成。 将其在热锅中自由烹煮，直至一侧煮熟，然后翻面再將另一面煮熟。经常会看到兩面都有轻微的烧焦。
基查的形狀取決於所用平底锅（類似煎饼），常用於做成「基查非非（kitcha fit-fit）」以食用。